# Borolia melanostrotoides
Borolia melanostrotoides là một loài bướm đêm trong họ Noctuidae.